# Államelismerés
Az államelismerés egy létező állam olyan egyoldalú aktusa, mellyel a maga vonatkozásában kifejezetten vagy hallgatólagosan államként elfogadja az újonnan létrejött és ezt a minőséget igénylő közösséget és annak teljes nemzetközi jogalanyiságát.
- Az államelismerés jogi természetével kapcsolatban a nemzetközi jog tudományában két főbb elmélet keletkezett:
- A konstitutív elmélet szerint az állam az elismeréssel válik a nemzetközi jog alanyává. Az az államot jogi értelemben az elismerés hozza létre.
- Ezzel szemben a deklaratív elmélet szerint az állam az elismeréstől függetlenül alanya a nemzetközi jognak, az elismerés csupán az állam létezésének tudomásulvétele, melynek semmiféle joghatása nincs.
- A valóságban egyik elmélet sem tartható ilyen tiszta formájában, a legtöbb nemzetközi jogász egyetért abban, hogy a kettő vegyítése felel meg leginkább a realitásoknak. Nagy Károly  szerint az elismerés "a jogalanyiság szempontjából deklaratív, vagyis az állam keletkezésének pillanatától kezdve minden elismeréstől függetlenül jogalanyisággal rendelkezik. Az elismerés ugyan nem létesíti az állam nemzetközi jogalanyiságát, más vonatkozásban azonban mégis konstitutív, azaz vannak bizonyos joghatásai."[2]

## Fajtái

### Terjedelem szerint
1. de jure elismerés: teljes jogi hatályú, végleges
2. de facto elismerés: korlátozott hatályú, ideiglenes
3. ad hoc: eseti jellegű, az adott ügyre nézve ismeri csak el Maz államot, pl.: fogolycsere idejére

### Módja szerint
1. egyéni
2. kollektív

### Formái szerint
1. kifejezett:  a jegyzék, üdvözlő távirat útján  történő elismerés
2. hallgatólagos: pl. az új állammal történő szerződéskötés útján történik az elismerés

### Időpontja alapján
1. idő előtti
2. elkésett